# Székásgyepü
Székásgyepü (korábban Alsópreszaka, Székáspreszaka, románul: Presaca) falu Romániában, Erdélyben, Szeben megyében. Közigazgatásilag Pókafalva községhez tartozik.

## Fekvése
Vízaknától légvonalban 16 km-re északnyugatra, Szászsebestől 25 km-re keletre, Hosszútelke, Pókafalva és Kisludas közt fekvő település.

## Története
Székásgyepü avagy Konyha Árpád-kori település.  Nevét már 1296-ban említette oklevél Kysse[u]k[u]h[n]a iuxta t-m Kuhna... t. Kyskuhna formában, mint káptalani birtokot. Nevét azért kaphatta, mert fája a káptalan konyháját látta el tüzelővel, hasonlóan a szárberényi Konyhaerdőhöz. Ekkor a káptalan visszakapta Ludasi Both fiaitól Kiskonyhát és lemondott a kerecsneki erdő kivágása miatt 25 M-ról.
Nevének további változatai: 1313-ban Kohna, 1647-ben Praeszaka, 1733-ban és 1750-ben Preszaka, 1808-ban Preszáka (Alsó-) h., Ober Pressendorf g., Preszáká de dszosz val, 1854-ben Preszáka h., Kerschdorf g., Presaka val, 1861-ben Preszáka, 1888-ban Preszáka-Székás (Kerschdorf), 1913-ban Székásgyepü.
1313-ban Kohna néven említették, mint a gyulafehérvári káptalan birtokát és Gergelyfája határosát délkeleten.
1647-ben I. Rákóczi György birtoka.
A trianoni békeszerződésig Alsó-Fehér vármegye Kisenyedi járásához tartozott.
1910-ben 769 lakosából 745 fő román és 15 magyar volt. A népességből 739 fő görögkatolikus, 14 református, 11 görögkeleti ortodox volt.
A 2002-es népszámláláskor 497 lakosa mind román volt.